# Pleurospermum densiflorum
Pleurospermum densiflorum är en flockblommig växtart som först beskrevs av John Lindley, och fick sitt nu gällande namn av Charles Baron Clarke. Pleurospermum densiflorum ingår i släktet piplokor, och familjen flockblommiga växter. Inga underarter finns listade i Catalogue of Life.